# Dudín
Dudín település Csehországban, a Jihlavai járásban. Dudín Opatov, Mysletín, Zachotín, Zbilidy és Ústí településekkel határos. Lakosainak száma 197 fő (2024. január 1.).

## Népesség
A település lakosságának változását az alábbi diagram mutatja:
| Lakosok száma | 482  | 522  | 428  | 286  | 150  | 148  | 193  | 192  | 185  | 197  |
|               | 1869 | 1890 | 1921 | 1950 | 1980 | 2001 | 2017 | 2019 | 2022 | 2024 |